# Retro Television Network
Retro TV, anteriormente conocida como Retro Television Network, es una cadena de televisión estadounidense que emite programas de televisión clásica, así como más programas recientemente producidas. Propiedad de Luken Communications, LLC. La cadena se transmite principalmente en subcanales digitales de las estaciones o estaciones de televisión de baja potencia.

## Historia
La cadena fue lanzada en 2005 bajo la marca RTN (que podría ser cambiada a RTV en junio de 2009 en un guiño a la transición a la televisión digital terrestre que se produjo en junio de ese año). En su lanzamiento, RTV utilizó un concepto similar a la idea original de la cadena de televisión por cable TV Land, una cadena lanzada como un spin-off de Nickelodeon Nick at Nite a mediados de los años 1990. Al igual que TV Land, RTV podía emitir una programación de 24 horas de espectáculos que datan de la década de 1950 a principios de los 90 junto con la programación anterior pocas veces visto.
A veces, RTV ha desviado desde el formato clásico por completo, incluyendo su inclusión actual de infomerciales en la madrugada (es una de las pocas cadenas de televisión digital terrestre en hacerlo) y una hora diaria de programación infantil E /I orientado. RTV, durante su propiedad por Equity Media Holdings, presentaba algunos talk-shows originales en su grilla de programación (en particular, de fuentes confiables) durante el lunes hasta el viernes por las noches "Classic Hits All Day & Fresh Talk All Night"). Desde verano del año 2008 y hasta principios de 2009, cuando el nuevo propietario del canal, Luken Communications, asumió las operaciones y sustituye Talk shows nocturnos con repeticiones. La red ha destacado también por emisiones de películas de terror producidas originalmente como Wolfman Mac's Chiller Drive-In, y Off Beat Cinema, y previamente transmitía diariamente talk shows diurnos, un espectáculo producido en WFLA-TV, hasta que Media General, el dueño de WFLA cortó sus lazos con RTV en 2011.
En junio de 2011, cuando la programación de RTV en relación con NBC Universal Television Distribution terminó, la cadena podría ajustar su programación característica de otros distribuidores (como I Spy y Starsky y Hutch, por ejemplo). así como programación más recientemente producida (Cold Squad, Da Vinci's Inquest) así como documentales y Reality shows (incluyendo repeticiones de Cold Case Files). RTV también cuenta con un bloque de programación de dibujos animados clásicos los sábados por la mañana.
RTV es una de las cuatro cadenas de Televisión digital terrestre ofrecidas por Luken Communications, las otras cadenas son: MyFamily TV, quien es orientada a las familias estadounidenses, Tuff TV, quien es orientada a los hombres, y PBJ, quien es orientada a los niños porque incluye programación infantil clásica de Classic Media. Luken también planeado lanzar una cadena Spin off de RTV, nombrada RTV2, originalmente en julio de 2011, aunque todavía tiene que materializarse.

### Adquisición por Luken Communications
En junio de 2008, después de muchos problemas financieros que enfrenta su empresa matriz, RTN fue vendido por Equity Media Holdings a Henry Luken, el mayor accionista de la compañía por 18,5 millones de dólares en efectivo. Ahora es propiedad de Luken Communications, LLC. Equity tenía la opción de recomprar la red dentro de seis meses de cierre por 27.75 millones de dólares, una opción que expiró el 24 de diciembre de 2008 sin el cumplimiento. (Equity se presentó por el capítulo 11 de bancarrota el 8 de diciembre de 2008, unas semanas antes del plazo de la opción).
Tras su adquisición por Luken, la red continuó ser operado fuera de Little Rock, Arkansas, utilizando el sistema C.A.S.H. de Equity (Central Automated Satellite Hub), que utiliza el satélite Intelsat Galaxy 18 para distribuir a nivel nacional la cadena RTN. Diciembre de 2008, Equity Media debía más de la mitad de un millón de dólares a Intelsat y había sido amenazado con desconexión de canales por satélite.

### Problemas contractuales con Equity
En 4 de enero de 2009, un conflicto de contrato entre Equity Media Holdings Corporation y RTN, interrumpió la programación en muchos afiliados de RTN. Como resultado, Luken restauró la señal nacional de RTN desde su sede en Chattanooga, Tennessee, con feeds personalizados individuales para las estaciones filiales no-propiedad de Equity a seguir de manera fragmentaria. Estaciones de Equity perdieron la afiliación de RTN inmediatamente, Aunque Luken se comprometió a buscar nuevos afiliados a RTN en esas zonas. Luken Communications, alegando que Equity había dejado millones de dólares en deudas pendientes de pago a proveedores de programación del RTN, trasladó la programación del RTN a una nueva instalación de enlace ascendente utilizando un satélite propiedad de SES Americom. Sitio Web de la red también se trasladó desde "rtnville.com" a "myretrotv.com" después de equidad se negó a liberar el nombre de dominio anterior.
En algunos afiliados individuales de subcanal digital de RTN, tales como WKRG-TV y WJBF-TV, la señal había tomado unos días para ser restaurado. Datos de programación RTN diarios desaparecieron de database anuncios de Tribune Media Services, incluyendo su servicio de generación y guías de muchas estaciones DTV, aunque la información fue restaurada después de un retraso de varias semanas.